# Desastre aéreo de Tachikawa
O desastre aéreo de Tachikawa (立川基地グローブマスター機墜落事故, tachikawa-kichi-gurobumasutaki-tsuiraku-jiko) ocorreu na tarde de quinta-feira, 18 de junho de 1953, quando um avião Douglas C-124 Globemaster II da Força Aérea dos Estados Unidos (USAF) caiu três minutos após a decolagem em Tachikawa, Japão, matando todas as 129 pessoas a bordo.
Na época, foi o acidente aéreo mais mortal da história da aviação, e continuou sendo até a colisão no ar em Nova Iorque em 1960, que resultou em 134 mortes.

## Aeronave
O avião era um Douglas C-124 Globemaster II da Força Aérea dos Estados Unidos do 374º Grupo de Transporte de Tropas, número de série 51-0137. Era alimentado por quatro motores Pratt & Whitney R-4360-20WA.
O avião transportava 122 passageiros e sete tripulantes. A maioria dos que estavam a bordo eram aviadores que retornavam às suas funções na Coreia do Sul após um intervalo de cinco dias e uma licença de recreação no Japão. O comandante da aeronave, comandante Herbert G. Voruz Jr., 37 anos, registrou mais de 6 000 horas de voo. O piloto, o comandante Robert D. McCorkle, também era um aviador experiente. Outro piloto, o comandante Paul E. Kennedy, estava a bordo para registrar o tempo de voo adicional.

## Acidente
O avião deixou a Base Aérea de Tachikawa para Seul às 16h31 JST. Apenas um minuto depois do voo, o motor número 1 da aeronave (exterior esquerdo) explodiu em chamas. Voruz desligou imediatamente o motor e disse que estava voltando para Tachikawa. O controlador de tráfego aéreo lhe perguntou se queria uma abordagem controlada por terra (GCA), que Voruz aceitou; Durante isso, pôde ser ouvido gritando “Dê-me mais poder! Dê-me mais poder!” ao engenheiro de voo. O controle de solo lhe perguntou se poderia manter a altitude; Voruz respondeu “Roger”. No entanto, quando os pilotos se prepararam para retornar ao aeródromo, a asa esquerda parou, fazendo a aeronave virar à esquerda e entrar em um mergulho raso, mas irrecuperável. Desesperados, os pilotos tentaram se levantar, mas sem sucesso. O controle de solo perguntou se estavam declarando uma emergência, mas não recebeu resposta. Por volta das 16h33, o voo desapareceu dos radares. Às 16h34, o C-124 colidiu com um pedaço de melancia a cerca de 3,5 milhas (5,63 quilômetros) da base aérea e explodiu com o impacto.
O sargento Frank J. Palyn, 434° BCE, que testemunhou o acidente de seu carro, disse:
... Nesse instante, pareceu atingir uma bolsa de ar porque caiu. Após essa queda de várias centenas de metros, mergulhou em espiral na mão esquerda. [...] No começo pensei que o avião faria um pouso forçado. O trajeto de voo incomum do avião parecia ser devido à energia fornecida pelos dois motores corretos. Pareciam estar puxando o avião e arrastando a asa esquerda para trás em um ângulo que causou a espiral antes do acidente. O próprio avião parecia estar indo em direção ao solo nesse ângulo e, na asa esquerda, o nariz se aproximava primeiro do chão com a cauda inclinada para a direita e para cima. [...] Imediatamente após o contato com o solo, parecia explodir e queimar.
Ambos os motores de estibordo permaneceram em funcionamento por algum tempo após o acidente.

## Resposta das equipes de emergência
A base aérea e as equipes de bombeiros locais logo estavam em cena, seguidas por capelães e equipes de identificação. Um necrotério temporário foi instalado para recuperar as vítimas dos restos mortais.
O sargento Robert D. Vess, que estava dirigindo de Tóquio com sua esposa, estava a cerca de 150 metros quando viu o avião perder o controle e cair. Vess imediatamente parou e correu para o local do acidente. Removeu o operador de rádio do avião, John H. Jordan Jr., dos destroços, mas Jordan morreu alguns minutos depois. Vess continuou a ajudar na busca de sobreviventes até os tanques de combustível do avião explodirem. Também ajudou a retirar corpos dos restos mortais do missionário americano, o reverendo Henry McCune, que morava nas proximidades. Seu filho Jonathan tirou fotos dos restos com sua câmera de caixa Brownie.
Às 16h50, Tachikawa GCA ligou para 36° Esquadrão de Resgate Aéreo na Base Aérea de Johnson no local do acidente. O tenente-coronel Theodore P. Tatum Jr., seu co-piloto, e uma equipe de dois combatentes chegaram ao local de helicóptero às 17h13; sua inspeção subsequente confirmou que não havia sobreviventes.

## Consequências
Segundo o relatório do acidente, o acidente foi causado pelo uso indevido da barbatana dos pilotos e pela perda de velocidade devido à falha de um motor portuário.
O número de mortos causado (129 pessoas) permaneceu o mais alto em um acidente de avião até 1960, quando 134 pessoas morreram na colisão no ar em Nova Iorque em 1960 entre uma aeronave Douglas DC-8 da United Airlines contra uma Lockheed L-1049 Super Constellation da Trans World Airlines. O acidente de Tachikawa continuou sendo o desastre aéreo mais mortífero que atingiu um único avião até que um Boeing 707 da Air France caiu durante a decolagem em 1962 (Voo Air France 007).
Não houve mortes entre as pessoas no local, mas um homem em um pomar de melancia sofreu queimaduras na cabeça e nas mãos.
Embora o desastre fosse amplamente esquecido ao longo do tempo, teve um grande impacto nas famílias das vítimas e na Força Aérea dos Estados Unidos.
Os moradores locais ergueram um monumento em memória das vítimas da tragédia. No entanto, o monumento não está mais no local, que agora é uma escola de condução.